# Покальчук, Антон Федосеевич
Антон Федосеевич Покальчук (17 февраля 1918, село Новая Красница бывшего Чернобыльского района Киевской области — 5 июля 2004, город Москва) — советский военный и государственный деятель, генерал-лейтенант авиации. Председатель Центрального комитета Добровольного общества содействия армии, авиации и флота Украины (ДОСААФ). Депутат Верховного Совета Украинской ССР 7-9-го созывов.

## Биография
Родился 17 февраля 1918 года.
С 1932 года — старший піонервожатий, токарь Киевского завода «Арсенал» имени Ленина.
В Красной Армии с 1937 года. Окончил военное училище.
С апреля 1939 года — командир взвода, с октября 1940 года — командир роты. Принимал участие в боевых действиях на Халхин-Голе.
Член ВКП(б) с 1940 года.
Участник Великой Отечественной войны в июне 1941 года. Воевал на Южном, Юго-Западном, Сталинградском, Центральном, 1-м Белорусском фронтах. Служил офицером связи.
С июня 1942 года — помощник начальника разведывательного отдела штаба Управления командующего бронетанковыми и механизированными войсками Центрального фронта, с марта 1944 года — начальник разведывательного отдела штаба Управления командующего бронетанковыми и механизированными войсками 1-го Белорусского фронта.
С декабря 1944 года —начальник штаба Управления командующего бронетанковыми и механизированными войсками 8-й гвардейской армии 1-го Белорусского фронта.
В 1946 году окончил Военную академию имени Фрунзе. Служил старшим офицером отдела Генерального штаба.
В 1954—1956 г.  — слушатель Военной академии Генерального штаба Вооруженных Сил СССР.
С 1956 года — заместитель командира дивизии Южной группы войск, командир учебной дивизии, командир дивизии Киевского военного округа. С 1965 года — 1-й заместитель командующего армии Киевского военного округа.
В 1967—1978 г.  — председатель Центрального комитета Добровольного общества содействия армии, авиации и флота Украины.
С 1979 года — в отставке. Работал управляющим делами Госстроя Украинской ССР.
Проживал в Киеве.
С 1967 по 1980 гг. — избирался депутатом Верховного Совета УССР 7-го созыва (1967—1971), 8-го созыва (1971—1975), 9-го созыва (1975—1980).
Скончался 5 июля 2004 года в Москве. Похоронен в посёлке Гавронщина Киевской области.

## Труды
- ДОСААФ — надежный резерв и помощник вооруженных сил / Антон Федосеевич Покальчук .  — Москва: Издательство ДОСААФ, 1976 .  — 46 сек.[1]

## Звание
- генерал-лейтенант

## Награды
- орден Красного Знамени (8.03.1945)
- два ордена Красной Звезды (1.09.1943;)
- орден Отечественной войны 1-й ст.(6.04.1985)
- орден Отечественной войны 2-й ст. (4.08.1944)
- медали